# Iljuschin Il-32
Die Iljuschin Il-32 (russisch Ильюшин Ил-32) war ein sowjetischer Lastensegler des Konstruktionsbüros Iljuschin.

## Entwicklung
Entwickelt und gebaut wurde er 1948 und noch im selben Jahr im Schlepp mit einer Il-12D erprobt. Dabei besaß die Il-32 eine Startmasse von 8400 kg, die jedoch im Laufe der Tests fast auf das Doppelte gesteigert wurde. Es war geplant, dieses für sieben Tonnen Nutzlast oder 60 vollausgerüstete Soldaten vorgesehene Fluggerät mit Il-18 und Tu-4 zu ihren Absetzorten zu befördern.
Die Il-32 war als Schulterdecker ausgelegt und besaß ein starres Bugradfahrwerk. Das Be- und Entladen erfolgte durch eine sich seitlich öffnende Bugklappe oder ein abklappbares Hecktor, welches zum Transport von schwerem Gerät mit Auffahrrampen ausgerüstet werden konnte.
Durch die entstehenden Großraumtransporter jener Zeit war eine Verwendung von Lastenseglern überflüssig geworden, weshalb das Modell auch nicht in die Serienproduktion gegeben wurde. Auch eine als Il-34 geplante Version mit zwei ASch-21-Motoren blieb nur Projekt.

## Technische Daten

Dreiseitenriss

| Kenngröße              | Daten                                                                    |
| ---------------------- | ------------------------------------------------------------------------ |
| Besatzung              | 2                                                                        |
| Spannweite             | 35,80 m                                                                  |
| Länge                  | 24,84 m                                                                  |
| Flügelfläche           | 159,50 m²                                                                |
| Flügelstreckung        | 8,0                                                                      |
| Frachtraum (l × b × h) | 11,25 × 2,8 m × 2,6 m                                                    |
| Leermasse              | 9.600 kg                                                                 |
| maximale Startmasse    | 16.600 kg                                                                |
| Zuladung               | 60 Soldaten oder 7.000 kg militärisches Gerät (Rad- und Kettenfahrzeuge) |